# Iłowanie
Iłowanie – w górnictwie i wiertnictwie: mechaniczny proces zatykania iłem pęknięć i szczelin w caliźnie lub też obudowie murowanej, czy przestrzeni otworowej. Celem iłowania w otworach wiertniczych jest zapobieżenie mieszaniu się wód z różnych poziomów wodonośnych, ich zanieczyszczeniu płuczką wiertniczą i zapobieganie samowypływom, a także zapobieżenie przedostawaniu się gazów mogących wywoływać pożary. W wiertnictwie iłowanie może też oznaczać wypełnienie mające na celu całkowitą likwidację otworu.